# 露木康浩
露木 康浩（つゆき やすひろ、1963年〈昭和38年〉8月8日 - ）は、日本の警察官僚。第30代警察庁長官。

## 来歴
大阪府枚方市出身。高槻高等学校を経て、1986年（昭和61年）、京都大学法学部を卒業し、警察庁へ入庁。
入庁後、長崎県警察本部刑事部捜査第二課長、警視庁刑事部捜査第二課課長代理、警察庁刑事局刑事企画課課長補佐、警察庁長官官房総務課課長補佐、警視庁警務部教養課長、警察庁刑事局捜査第二課理事官、埼玉県警察本部刑事部長、警察庁刑事局刑事企画課刑事指導室長を経て、2006年（平成18年）内閣法制局に出向し、第二部参事官を務めた。5年後に警察庁に帰任し、刑事局組織犯罪対策部暴力団対策課長、刑事局刑事企画課長、警視庁刑事部長、警察庁刑事局組織犯罪対策部長などを歴任。刑事畑を長く歩んだ。
2018年（平成30年）8月31日、警察庁刑事局長に就任。
2020年（令和2年）1月17日、警察庁長官官房長に就任。
2021年（令和3年）9月22日、警察庁次長に就任。在任中、安倍晋三銃撃事件に関する警護体制検証チームの責任者に就き、奈良市は大和西大寺駅前の事件現場を訪れるなど、検証作業を進めた。
2022年（令和4年）、上記事件を受けた中村格警察庁長官の引責辞任に伴い、8月30日付で警察庁長官に就任。中村とは1986年に入庁した同期で、同期入庁者が続いて長官に就任するのは初めてのことであった。警察庁長官在任中は、上記事件を踏まえた「警戒の空白」対策に取り組むなど、要人警護の運用見直しに携わり、その見直した運用に基づき、G7広島サミットの警備を指揮した。また、SNS上で実行犯を集めて犯罪行為を繰り返す集団を「匿名・流動型犯罪グループ」と位置づけ、その摘発に取り組むなど、闇バイト対策や悪質ホストクラブ問題への対応に尽力した。2025年（令和7年）1月27日、辞職。

## 年譜
基本的な出典
- 1986年
  - 03月：京都大学法学部卒業
  - 04月：警察庁入庁
- 1989年08月：警察庁長官官房企画課付
- 1990年08月：長崎県警察本部刑事部捜査第二課長
- 1991年07月：警視庁刑事部捜査第二課課長代理
- 1992年12月：警察庁刑事局刑事企画課課長補佐
- 1995年10月：警察庁長官官房総務課課長補佐
- 1999年07月：警視庁警務部教養課長
- 2001年02月：警察庁刑事局捜査第二課理事官
- 2002年09月：埼玉県警察本部刑事部長
- 2004年06月：警察庁刑事局刑事企画課刑事指導室長
- 2006年07月：内閣法制局参事官（第二部）
- 2011年08月17日：警察庁刑事局組織犯罪対策部暴力団対策課長[13]
- 2013年06月：警察庁刑事局刑事企画課長
- 2015年
  - 01月：警察庁警察大学校副校長
  - 01月：（併）警察庁長官官房審議官（刑事局・犯罪収益対策担当）
  - 01月：（併）警察庁生活安全局付
- 2016年08月：警視庁刑事部長
- 2017年
  - 08月：警察庁刑事局組織犯罪対策部長
  - 08月：（併）警察庁生活安全局付
  - 08月：（併）警察庁刑事局付
  - 08月：（併）警察庁長官官房付
- 2018年08月31日：警察庁刑事局長[4]
- 2020年01月17日：警察庁長官官房長[3]
- 2021年09月22日：警察庁次長[7]
- 2022年08月30日：警察庁長官[5]
- 2025年01月27日：退官

## 著書

### 単著
- 『警察官のための刑事司法制度改革解説』（2007年、立花書房）ISBN 978-4-8037-2457-8
- 『警察官のための刑事司法制度改革解説』（改訂第2版／2009年、立花書房）ISBN 978-4-8037-2463-9